# Градець (Кршко)
Градець (словен. Gradec) — поселення в общині Кршко, Споднєпосавський регіон, Словенія. Висота над рівнем моря: 538,2 м.